# 下岱吉灌区管理局
下岱吉灌区管理局是中华人民共和国吉林省松原市扶余市下辖的一个类似乡级单位。

## 行政区划
下辖以下地区：
下岱吉灌区管理局虚拟生活区。